# فرودگاه آرهوس
فرودگاه آرهوس (به انگلیسی: Aarhus Airport) (به زبان بومی: Aarhus Lufthavn) یک فرودگاه همگانی مسافربری با کد یاتا AAR است که یک باند فرود آسفالت و بتن دارد و طول باند آن ۲۷۷۷ متر است. این فرودگاه در کشور گرینلند قرار دارد و در ارتفاع ۲۵ متری از سطح دریا واقع شده‌است.

## شرکت‌های هواپیمایی و مقصدهای پروازی
| شرکت‌های هواپیمایی                           | مقصدهای پروازی                                                                        |
| ------------------------------------------- | ------------------------------------------------------------------------------------- |
| بریتیش ایرویز اجرا توسط سان-ایر اسکاندیناوی | گوتنبرگ-لاندوتر، گاردرموئن اسلو، استکهلم-بروما                                        |
| چک ایرلاینز                                 | پراگ رازیون                                                                           |
| Danish Air Transport                        | چارتر: کریستیانو رونالدو، گرن کناریا، پالما د مایورکا، پافوس، ملی اکتیون، تنریف جنوبی |
| رایان‌ایر                                    | گدایسک لخ والسا (آغاز از ۲۹ اکتبر ۲۰۱۷)، استانستد لندن                                |
| هواپیمایی اسکاندیناوی                       | کپنهاگ فصلی: مالاگا                                                                   |